# Хосе Рамон Алесанко
Хосе Рамон Алесанко (ісп. José Ramón Alexanko, нар. 19 травня 1956, Баракальдо) — іспанський футболіст, що грав на позиції захисника, флангового півзахисника. По завершенні ігрової кар'єри — тренер.
Виступав, зокрема, за клуб «Барселона», а також національну збірну Іспанії.
Чотириразовий чемпіон Іспанії. Чотириразовий володар Кубка Іспанії з футболу. Триразовий володар Суперкубка Іспанії з футболу. Володар Кубка чемпіонів УЄФА. Дворазовий володар Кубка Кубків УЄФА. Володар Суперкубка УЄФА.

## Клубна кар'єра
Народився 19 травня 1956 року в місті Баракальдо. Вихованець футбольної школи клубу «Лаудіо».
У дорослому футболі дебютував 1974 року виступами за команду клубу «Більбао Атлетік», в якій провів два сезони, взявши участь у 97 матчах чемпіонату.
Згодом, з 1976 по 1977 рік, грав на правах оренди за «Алавес». 1977 року термін оренди завершився, і гравець до Більбао, де почав залучатися до складу головної команди «Атлетік Більбао». Відіграв за неї чотири сезони.
1980 року перейшов до клубу «Барселона», за який відіграв 13 сезонів. Більшість часу, проведеного у складі «Барселони», був основним гравцем команди. За цей час чотири рази виборював титул чемпіона Іспанії, ставав володарем Суперкубка Іспанії з футболу (тричі), володарем Кубка чемпіонів УЄФА, володарем Кубка Кубків УЄФА (двічі), володарем Суперкубка УЄФА. Завершив професійну кар'єру футболіста виступами за команду «Барселона» у 1993 році.

## Виступи за збірні
1977 року залучався до складу молодіжної збірної Іспанії. На молодіжному рівні зіграв у 2 офіційних матчах.
1978 року дебютував в офіційних матчах у складі національної збірної Іспанії. Протягом кар'єри у національній команді, яка тривала 5 років, провів у формі головної команди країни 35 матчів, забивши 4 голи.
У складі збірної був учасником чемпіонату Європи 1980 року в Італії, чемпіонату світу 1982 року в Іспанії.

## Кар'єра тренера
Розпочав тренерську кар'єру, повернувшись до футболу після невеликої перерви, 1997 року, очоливши тренерський штаб румунського клубу «Університатя» (Крайова).
В подальшому очолював команду клубу «Націонал».
Наразі останнім місцем тренерської роботи був клуб «Барселона», в якому Хосе Рамон Алесанко був помічником головного тренера з 2000 по 2002 рік.

## Титули і досягнення
- Чемпіон Іспанії (4):

«Барселона»: 1984–1985, 1990–1991, 1991–1992, 1992–1993
- Володар Кубка Іспанії (4):

«Барселона»: 1980–1981, 1982–1983, 1987–1988, 1989–1990
- Володар Кубка іспанської ліги (2):

«Барселона»: 1983, 1986
- Володар Суперкубка Іспанії (3):

«Барселона»: 1983, 1991, 1992
- Переможець Кубка європейських чемпіонів (1):

«Барселона»: 1991–92
- Володар Кубка Кубків УЄФА (2):

«Барселона»: 1981–82, 1988–89
- Володар Суперкубка Європи (1):

«Барселона»: 1992